# Mary Lavin
Mary Josephine Lavin (Walpole, 10 giugno 1912 – Dublino, 25 marzo 1996) è stata una scrittrice irlandese d'origine statunitense.

## Biografia
Mary Josephine Lavin nasce il 10 giugno 1912 a Walpole, nel Massachusetts, figlia unica della coppia d'immigrati irlandesi Tom Lavin e Nora Mahon.
Tornata in Irlanda, ad Athenry e in seguito nella Contea di Meath, compie gli studi al Loreto College, al St Stephen's Green e all'University College Dublin.
Dopo aver insegnato due anni francese al Loreto College, pubblica il suo primo racconto, Miss Holland, nel 1939 all'interno del Dublin Magazine e la sua prima raccolta di short-stories, Tales from Bective Bridge, nel 1942 ottenendo il James Tait Black Memorial Prize l'anno successivo.
Nel corso della sua prolifica carriera pubblica due romanzi e numerose raccolte di racconti con protagoniste spesso donne, in particolare vedove, alle prese con le difficoltà della condizione femminile.
Muore a Dublino a 83 anni il 25 marzo 1996.

## Vita privata
Nel 1942 sposa l'avvocato William Walsh dal quale ha tre figlie. Dopo la morte del marito nel 1954, convola a nozze nel 1969 con Michael McDonald Scott, un ex prete cattolico che muore nel 1990.

## Opere principali

### Racconti
- Tales from Bective Bridge (1942)
- The Long Ago (1944)
- The Becker Wives (1946)
- At Sally Gap
- A Single Lady (1951)
- The Patriot Son (1956)
- Eterna: racconti verosimili (A Likely Story, 1957), Palermo, Sellerio, 1985 traduzione di Roberto Birindelli
- Selected Stories (1959)
- The Great Wave (1961)
- In the Middle of the Fields (1967)
- Happiness (1970)
- The Second Best Children in the World (1972)
- Collected stories (1971)
- A memory and other stories (1973)
- The Shrine and other stories (1977)
- A family likeness and other stories (1985)
- A Cup of Tea (1985)
- In a Cafe: Selected Stories (1999)

### Romanzi
- The House at Clewe Street (1945)
- Mary O'Grady (1950)

## Premi e riconoscimenti
- James Tait Black Memorial Prize per la narrativa: 1943 vincitrice con Tales from Bective Bridge
- Guggenheim Fellowship: 1959 e 1961[8].
- Saoi of Aosdána: 1993